# Довлатян, Фрунзе Вагинакович
Фру́нзе Вагина́кович Довлатя́н (арм. Ֆրունզե Դովլաթյան, 26 мая 1927, Новобаязет — 30 августа 1997, Ереван) — советский и армянский актёр театра и кино, кинорежиссёр, сценарист, педагог. Народный артист СССР (1983).

## Биография
Родился 26 мая 1927 года (по другим источникам — 27 мая) в Ново-Баязете (ныне — Гавар, Армения).
В 1941—1952 годах — актёр Азизбековского районного драмтеатра и Армянского драматического театра им. Г. Сундукяна в Ереване.
С 1943 года снимался в кино.
В 1947 году окончил театральную студию при Армянском драматическом театре им. Г. Сундукяна, в 1959 году — режиссёрский факультет ВГИКа (мастерская С. А. Герасимова и Т. Ф. Макаровой).
В 1959—1964 годах работал на ЦСДФ, ЦКДЮФ имени М. Горького, «Мосфильме».
С 1963 года — режиссёр-постановщик киностудии «Арменфильм» (с 1986 по 1992 год — художественный руководитель).
В 1981—1997 годах — заведующий кафедрой факультета культуры Ереванского педагогического института (ныне Армянский государственный педагогический университет имени Хачатура Абовяна).
В 1966—1969 годах — первый секретарь, с 1969 года — секретарь Союза кинематографистов Армянской ССР. Член художественного совета Госкино СССР.
Член ВКП(б) с 1951 года. В 1989—1991 годах — народный депутат СССР
Скончался 30 (по другим источникам — 31) августа 1997 года в Ереване. Похоронен на Тохмахском кладбище.

## Память
В 2012 году, в рамках фестиваля национального кино «Киноосень» был проведен юбилейный вечер приуроченный к 85-летию Фрунзе Довлатяна.

## Фильмография
Актёр:
- 1943 — Давид-Бек — внук мелика Мансура
- 1947 — Анаит — Вачаган
- 1959 — О чём шумит река — Армен Манукян
- 1960 — Яша Топорков — Мирзоян
- 1965 — Здравствуй, это я! — Зарян
- 1968 — Братья Сарояны — Гайк Сароян
- 1977 — Поклонись наступившему дню
- 1986 — Чужие игры — Асланян
- 1987 — Одинокая орешина — Камсарян
- 1994 — Лабиринт — Абель.

Режиссёр и автор сценария:
- 1958 — Кто виноват? (короткометражный) — режиссёр совместно с Л. С. Мирским
- 1961 — Карьера Димы Горина — режиссёр совместно с Л. С. Мирским
- 1963 — Утренние поезда — режиссёр совместно с Л. С. Мирским
- 1965 — Здравствуй, это я! — режиссёр
- 1972 — Хроника ереванских дней — режиссёр, автор сценария
- 1976 — Рождение — режиссёр
- 1979 — Живите долго — режиссёр, автор сценария
- 1982 — Крик павлина — автор сценария
- 1986 — Одинокая орешина — режиссёр, автор сценария
- 1990 — Тоска — режиссёр.

Художественный руководитель:
- 1968 — Братья Сарояны

## Награды и звания
- Заслуженный деятель искусств Армянской ССР (1966)
- Народный артист Армянской ССР (1969)
- Народный артист СССР (1983)
- Заслуженный деятель культуры Польши (1979)[7]
- Сталинская премия второй степени (1950) — за исполнение роли в спектакле «Эти звёзды наши» Г. А. Тер-Григоряна и Л. А. Карагезяна на сцене АрмАДТ им. Г. М. Сундукяна
- Государственная премия Армянской ССР (1967)[5] — за фильм «Здравствуй, это я!» (1966).
- Государственная премия Армянской ССР (1971)[8] — за фильм «Братья Сарояны» (1968)
- Орден Трудового Красного Знамени (1981)
- Всесоюзный кинофестиваль в Тбилиси (Приз жюри игровых фильмов, фильм «Одинокая орешина», 1987)
- Фестиваль российского кино «Окно в Европу» в Выборге (Дипломант почётного приза «За вклад в киноискусство», 1997).